# Dreadlocks
Dreadlocksi su vrsta frizure, koja predstavljaju korijene rastafarijanaca, povezanost sa zemljom, kontrast bijelčevoj plavoj kosi i kulturi. Također predstavljaju grivu lava, dakle simbol Afrike. Jedan biblijski fragment im također zabranjuje da režu ili briju glavu;  Oni neće biti ćelavi, niti obrijati djelić brade, niti ikad zarezati u meso (Levitski zakonik 21,5).
Postoji nekoliko metoda koje se koriste da bi se stvorili dreadlocksi. Trljanje vunenom vestom ili šeširom, trajni dreadovi, te dvije najpoznatije koje su opisane u nastavku članka: začešljavanje i uvijanje. Izvorni rastafarijanci su se koristili metodom začešljavanja i uvijanja, te su te metode ujedno i najstarije i najprirodnije.

## Začešljavanje
Pri ovom postupku, kosa izgleda kao dreadlock već prvi dan, te dozrijeva brže nego ostale metode. Veličina i oblik dreada se može kontrolirati, varirajući između glatkih i debelih do tankih i grubih. To je posve prirodna metoda, a za nju je najpogodnija kosi od 8 cm ili dulja.
Prvi dio kose se razdijeli u četverokute jer oni daju okrugle dreade. Optimalna veličina četverokuta je između 2,5 – 5 cm. Manji odjeljci daju tanje dreadove. Pramenovi se mogu učvrstiti gumicom za kosu. Nakon što se kosa podijelila, uzima se češalj za dreade te se začešljava pramen prema natrag. Češalj za dreade je češalj od drva ili čelika, dok su plastični češljevi nedovoljno čvrsti. Pogodniji su češljevi s gušćim zupcima, koji pomažu da se kosa bolje zapetlja.
Počinje se blizu skalpa, oko 2 cm od njega. Postupak se ponavlja sve dok se kosa ne počne nakupljati i petljati pri korijenu. Začešljavati se nastavlja, polako napredujući prema krajevima kose, praveći dreadove što čvršćima. Nakon dolaska do vrhova, kosa se može učvrstiti kosu gumicom, jer će ona pomoći da dreadovi ostanu čvrsti pri vrhu. Gumicu se odstranjuje tek kad dreadovi malo dozriju. Na kraju se na dreadove može staviti i poseban vosak za njih, koji hvata odbjegle vlasi, i pomaže zamršivanju kose.
Dreadlocksi se također moraju održavati čistima, to pomaže i njihovom dozrijevanju. Dreadovi se peru kao spužva, žmičanjem, i tako kroz njih prolaze šampon i voda. Pomoću ove metode, dobro održavani dreadovi mogu dozrijeti i za 3-4 mjeseca. Sam proces je malo naporan pošto je dugotrajan, zahtijeva vremena i strpljenja.

## Uvijanje
Ovo je također potpuno prirodna metoda, te najviše se koristi na kosi crnaca zbog njihove već prirodne uvijenosti i teksture, no to ne znači da ne bi mogla uspjeti na bilo kojoj drugoj kosi.
Kosa se razdijeli na četverokute, jer oni daju okrugle dreade, veličine od 2,5 – 5 cm. Pramenovi se mogu učvrstiti gumicom za kosu. Kada su svi pramenovi raspoređeni, okreću se u smjeru suprotnom od kazaljke na satu koristeći češalj za dreade da bi zapriječili pramen pri vrhovima i izvinuli ga. Kako se svaki pramen uvija tako se na njega mora nanašati vosak za dreade, da bi se postigla njihova čvrstoća. Kosa se treba redovito mrsiti i izvijati što će pomoći zapetljanju.